# Осада Джханси
Осада Джханси (англ. Siege of Jhansi) — одно из сражений во время восстания сипаев, проходившее с 23 марта по 2 апреля 1858 года. Британские войска английской Ост-Индской компании, противостоявшие коалиционным силам княжества Джханси и Империи маратхов, в результате осады и последовавшего штурма захватили город Джханси.
Одним из центров сопротивления британскому владычеству было княжество Джханси, где рани Лакшми Баи сопротивлялась британской аннексии княжества. С началом восстания в 1857 году британские офицеры и  гражданские 5-го июня нашли убежище в крепости Джханси, одной из крупнейших в Центральной Индии. Три дня спустя они вышли и были перебиты восставшими сипаями и бойцами иррегулярных частей. Лакшми Баи отрицала свою причастность к этой резне. Одной из задач британских войск стало подавление восстания в этом княжестве. 
Разгромив повстанцев в Чандери, Полевые силы Центральной Индии под командованием Хью Роуза численностью около 4500 человек двинулись к Джханси. Передовые части 21 марта 1858 года прибыли в княжество и разбили повстанцев, которые пытались задержать их, под Маданпуром. 24 марта Роуз приступил к осаде Джханси.
Защитники насчитывали около 13 000 солдат и 40 орудий. Осадные операции начались 28 марта; за два дня британцы в некоторых местах подорвали стены толщиной от 16 до 20 футов. 
Утром 30 марта генерал Роуз услышал, что быстро приближается еще один лидер повстанцев Тантиа Топи с отрядом в 20 000 человек и 28 орудиями, чтобы снять осаду Джханси. Британский командующий быстро перераспределил свои силы и в завязавшемся бою у Бетвы разгромил противника, который был вынужден отступить. Затем Роуз снова сосредоточил свое внимание на захвате Джханси.
Утром 3 апреля легкая рота 86-го полка под обстрелом взобрались на городскую стену, в то время как остальные войска вошли в город через пролом в стене. Британцы вскоре завоевали плацдарм и быстро расширили его. Упорно сражавшиеся повстанцы, осознав своё поражение, 4 апреля отступили из города. Также бежала Лакшми Баи. 5 тысяч защитников города и гражданских погибли; британцы потеряли 343 человек. Победители разграбили Джханси.